# Sinołęka
Sinołęka (prononciation : [ɕinɔˈwɛŋka]) est un village polonais de la gmina de Kałuszyn dans le powiat de Mińsk de la voïvodie de Mazovie dans le centre-est de la Pologne.
Il se situe à environ 8 kilomètres à l'est de Kałuszyn (siège de la gmina), 25 kilomètres à l'est de Mińsk Mazowiecki (siège du powiat) et à 63 kilomètres à l'est de Varsovie (capitale de la Pologne).
Le village compte approximativement une population de 440 habitants en 2006.

## Histoire
De 1975 à 1998, le village appartenait administrativement à la voïvodie de Siedlce.